# Heinrich Robert Martin
Heinrich Robert Martin (* 13. Juli 1815 in Homberg (Efze); † 14. März 1895 in Kassel) war ein deutscher Jurist, Mitglied des kurhessischen Generalauditoriats und  an der „Kirchenresistenz“ in der Evangelischen Landeskirche in Hessen-Kassel beteiligt.

## Leben
Heinrich Martin wurde als Sohn des Politikers Siegmund Peter Martin (1780–1834) und dessen Ehefrau Amalie Rommel (1787–1859) geboren und wuchs mit seinem älteren Bruder Julius (1812–1894, Generalsuperintendent) auf.
Nach dem Abitur am Fridericianum Kassel absolvierte er ein Studium der Rechtswissenschaften an der Friedrich-Schiller-Universität Jena und der Philipps-Universität Marburg, wo er Mitglied der Burschenschaft Arminia Marburg war.
Nach einem Praktikum am Justizamt Homberg war er von 1838 bis 1845 als Obergerichtsanwalt beim Obergericht Marburg tätig.
Nach einem 5-jährigen Einsatz als Justizamtmann beim Justizamt Grebenstein kam Martin 1850 als Assessor zum Obergericht Kassel zurück und wurde 1867 Oberappellationsgerichtsrat am Oberappellationsgericht Kassel.
Von 1850 an war er Mitglied des Generalauditoriats und von 1879 bis 1885 Oberlandesgerichtsrat beim Oberlandesgericht Kassel.
In den 1840er Jahren gehörte Martin zum engeren Marburger Kreis um August Vilmar, der 1848 den Kurfürsten aufgefordert hatte, die Leitung der evangelischen Kirche einem Bischof zu übertragen.
1874 kandidierte er im Reichstagswahlkreis Regierungsbezirk Kassel 1: Hofgeismar, Rinteln, Wolfhagen (Partikularisten) ohne Erfolg für den Reichstag. Er erhielt 27 Stimmen, was einem Stimmenanteil von 0,4 % entsprach.
Kurfürst Wilhelm I., dessen Vertrauter Martin war, gab am 23. Juni 1866 die Abschiedsproklamation „An mein Volk“, an deren Entwurf er beteiligt war.

### Familie
Am 11. Oktober 1840 heiratete er in Homberg Marie Dorothea Graf (1817–1893). Aus der Ehe ist der Sohn Julius (* 8. März 1847; † 25. November 1915, Jurist und Politiker) hervorgegangen.